# Jean-Yves Hours
Jean-Yves Hours est un footballeur français, né le 28 décembre 1964 à Lunel dans le département de l'Hérault. Il évolue au poste de gardien de but, avant de se reconvertir en entraîneur, spécialisé dans la préparation des gardiens.

## Biographie

### Joueur
Formé au Montpellier PSC après un passage à l'Olympique d'Alès, il effectue la quasi-totalité de sa carrière dans les équipes du club de Louis Nicollin, jouant 122 matchs de division 3 avec l'équipe réserve du club de 1981 à 1989 et 23 avec l'équipe première. Il joue ensuite pour d'autres réserves professionnelles toujours en D3 (SM Caen et Sporting Toulon), faisant également un passage par le Football Club de Sète. Il revient à Montpellier dès la fin de sa carrière pro, jouant pour le club corporatif du groupe Nicollin,.

### Entraîneur des gardiens
Il entre ensuite au centre de formation du Montpellier HSC où il commence sa carrière d'entraîneur de gardiens en 2001,.
Il s'engage en 2003 au Club sportif Sedan Ardennes où il est responsable des gardiens de l'équipe première. Lors de son passage à Sedan, l'équipe, bien qu'en deuxième division, se hisse en finale de la coupe de France, sans l'emporter, face à l'AJ Auxerre puis se classe vice-championne de Ligue 2, l'année suivante en 2006. En 2008, avec l'arrivée au club de l'entraîneur Landry Chauvin qui ne souhaite pas travailler avec lui, il prend en charge l'équipe des moins de 18 ans, évoluant dans le championnat national (plus haut niveau de cette catégorie), pour une saison,.
Au mercato 2009, choisi par le directeur sportif d'alors, Pascal Dupraz, il rejoint l'Évian Thonon Gaillard Football Club club de National ayant l'ambition de monter en Ligue 1 le plus rapidement et qui ne comptait jusque-là pas de préparateur spécifique pour les gardiens,.
Les objectifs sont atteints avec une promotion en Ligue 1 dès la fin de saison 2010-2011. Hours vit également une seconde finale de Coupe perdue, puisque les Croix de Savoie se hissent en 2013 jusqu'en finale de la Coupe de France, pour s'y incliner face aux Girondins de Bordeaux.
Il quitte le club savoyard au mercato 2014, remplacé par son collègue David Barriac, qui passe du poste de préparateur physique à celui d'entraîneur des gardiens,.
En mai 2015, il devient entraîneur des gardiens de l'équipe de Guinée auprès du nouveau sélectionneur Luis Fernandez, poste « jusqu’ici [toujours] occupé par un local » et « confié pour la première fois à un Français »,.
En juin 2016, il rejoint l'équipe technique du Racing Club de Strasbourg comme entraîneur des gardiens. Il quitte ce poste début mai 2020 où il est remplacé par Stéphane Cassard.

## Palmarès
- Champion de France de division 2 en 1987 avec le Montpellier PSC
- Deuxième du groupe Centre-Ouest de division 3  en 1993 avec le FC Sète.